# Natzaret (barri de València)
Natzaret és un poble de l'Horta de València que es constitueix en l'actualitat com un barri de València (Espanya), part del districte dels Poblats Marítims, tot i que l'orografia d'aquest barri el manté aïllat del nucli urbà, la qual cosa significa que no s'ha perdut l'aspecte de poble: limita al nord amb l’històric llit del Túria i El Grau, a l’est amb el port i el mar Mediterrani, al sud amb el nou llit del Túria i Pinedo, i a l’oest amb el barri de La Punta, en el districte de Quatre Carreres. Segons l’actualització del cens de 2021 Natzaret té 6.129 habitants.

## Etimologia
El nom del barri de Natzaret és fruit de la deformació del terme 'llatzeret', nom amb què es coneixien els establiments situats en ports o llocs fronterers on eren sotmeses a quarantena les persones o mercaderies sospitoses d'infeccions epidèmiques o endèmiques. El trasllat de l'antic llatzaret de Montolivet fins al Grau de València el 1720, va originar la progressiva substitució de l’antic topònim Bol Major pel de Llatzeret-Natzaret que acollia un xicotet nombre de barraques principalmente de pescadors. El llatzeret fou construït entre 1720 i 1722 en l’antiga partida del Bol Major i estigué en funcionament de manera intermitent entre 1720 i 1848. Natzaret és un barri que recorda en la meitat dels noms dels seus carrers la seua particular història i la seua vinculació al mar.

## Història

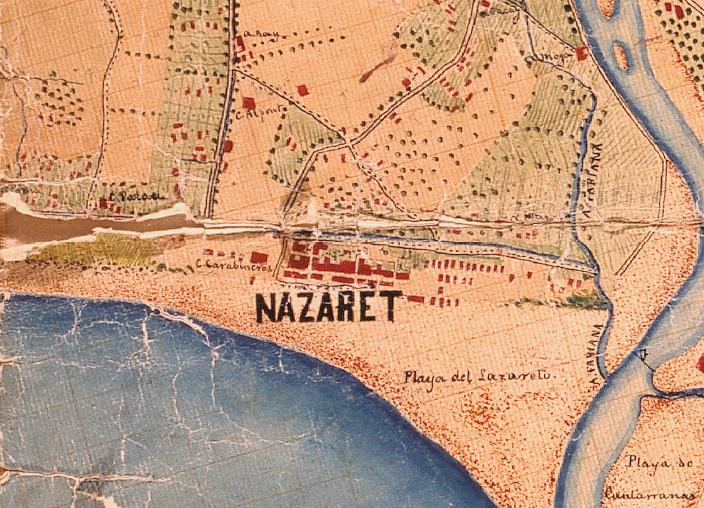
Natzaret en 1883.

El nucli de Natzaret prové d'un petit barri de pescadors i hortolans que s’anaren instal·lant al voltant del llatzeret que, amb motiu de la pesta de Marsella de 1720, l’ajuntament de València havia decidit construir a la platja en la partida coneguda com El Bol Major. Tanmateix, almenys ja des del segle xvi havia existit un petit nombre de barraques de pescadors en aquella franja costera l’ús de la qual els havia estat atorgat per privilegi reial. Aquesta partida -des d’antic partícip del medi natural de l'Albufera- havia rebut el nom de Bol Major amb què era coneguda la part de la badia de València compresa entre la desembocadura del Túria i Cullera. Tot i que no queda ni rastre de la ubicació d’aquell llatzeret, atesos els diferents plànols, probablement caldria situar-lo aproximadament on estigué l’antic quarter de carrabiners (cantonada dels carrers Castell de Pop i Francesc Falcons). Fou sens dubte la construcció d’aquelles instal·lacions preventives i el reiterat ús de les mateixes en diverses ocasions de pesta que el nom de Llatzeret anà a poc a poc substituint l’antic de Bol Major. Al mateix temps el freqüent ús d’aqueixa paraula poc habitual en el vocabulari col·loquial s’anà convertint en Natzaret o Nazaret en castellà, més coneguda tant per l’omnipresent influència religiosa com per la castellanització imposada pel rei d’Espanya després de la derrota en la batalla d’Almansa de 1707.
Ja des de finals del segle xviii Natzaret, saturades com estaven les platges del Grau i del Cabanyal, experimentà un ràpid creixement tant de la població de pescadors com de persones benestants (nobles, militars, eclesiàstics, artesans, etc). De manera que l’ermita de la Mare de Déu dels Desemparats, recent construïda en 1796, tan sols uns anys després hagué de ser eixamplada per tal d’assegurar el servei religiós a la població durant els estius. Superats els avatars de la guerra de la Independència, diversos temporals de mar durant els anys 1829-1842 –precisament  a partir de l’inici de les obres del port de València– gairebé feren desaparèixer el poblat. La bondat de la zona, però, feu que ben aviat es recuperés la població perduda, de manera que a finals del segle XIX s’havia convertit en una desitjada zona d’estiueig. Durant la segona meitat del segle XIX Natzaret s'havia vist afectat per la construcció del Canal de navegació de l’Albufera, tot i que el servei original previst no s’arribà a consumar en fer fallida l’empresa constructora. En 1877 Natzaret, junt a tot el territori de l’antic municipi de Russafa, passà a formar part del terme municipal de València. En 1881, en plena fira de juliol, un paorós incendi cremà vint-i-cinc barraques deixant en la misèria les famílies afectades. La substitució d’aquelles per les noves cases per als damnificats faria sorgir el popular carrer de la Pilota, també anomenat “dels cremats” o de Bernabé García famós comandant retirat i benefactor resident en el poblat.
A principis del segle XX es va construir el primer pont entre Natzaret i el Grau, i en 1912 s’inaugurà la línia de tren de via estreta que enllaçava Castelló de la Ribera i Natzaret amb una funció important en el transport de taronges i cebes. Des de l’estació de Natzaret aquests productes es traslladaven amb carros al port pel pont de ferro. El tradicional servei de barca duraria fins als anys 40 del segle xx. En 1916 s’autoritzà la construcció del Barri de Tramviaris que contribuiria a l’increment de la inquietud social i política. Foren Josep Mª Tena, Francesc Falcons i Manuel Andrés tramviaris distingits de la Cooperativa de Cases Barates creada per la Mutualitat Obrera Valenciana d’Empleats de Tramvies. Gràcies al pes de la població benestant que trià Natzaret com a segona residència, diferents obres en el terreny de l’educació, l’esport, la cultura, etc. foren impulsades per persones de signe polític divers en les primeres dècades del segle XX fins a la guerra de 1936-39. A pesar de l’existència del pont de ferro fins al 1949, el principal mitjà de comunicació de Natzaret amb el Grau des de 1931 havia estat el pont de les Drassanes. El seu nom original havia de ser “Príncipe de Asturias”, motiu pel qual es gravaren en l’ornamentació les sigles P.A. Això no obstant, aquestes es conservaren en inaugurar-se un cop proclamada la República donant al pont el nom de Puente de Astilleros. Molt deteriorat durant la guerra civil el trenet, es rehabilità per al transport de passatgers en 1949. Però les destrosses que hi causà la riuada de 1957 i l’augment del transport per carretera el deixaren definitivament fora de servei.
El barri de Natzaret sempre estigué molt relacionat amb La Punta. De fet, des de 1902 en què l’ermita de la Puríssima Concepció de La Punta fou erigida en parròquia, la demarcació d’aquesta incloïa també Natzaret. Fins que a causa del creixement demogràfic, en 1941 s’hagué de segregar la població d’aquest erigint la nova parròquia de la Mare de Déu dels Desemparats. Tanmateix, la centenària i petita ermita, que havia superat tantes embranzides de la mar, restà definitivament inservible després de la riuada de 1957, per la qual cosa uns anys més tard es construí el temple parroquial actual.

Els plans urbanístics per a Natzaret emanats de la dictadura franquista (1946 i 1966) i la consegüent fugida de les persones benestants marcaren l’inici d’un progressiu deteriorament socioeconòmic del barri lliurant-lo als interessos industrials i a l’ampliació del port. Fins i tot la prestigiosa Escola d’Esports de l’Església Benimar, que nasqué a finals dels anys 40 del segle passat, amb el pas dels anys es veuria arrossegada al no-res junt als balnearis i restaurants de la platja. La situació de pobresa i de caos urbanístic, però, feren sorgir durant els anys de la transició un potent moviment veïnal que aconseguí de capgirar la tendència tot incidint positivament en les millores del barri de Natzaret. La pèrdua de la platja per convertir-la en port fou una ferida que encara avui és sentida amb dolor; com ho seria uns anys després amb conseqüències més dramàtiques la construcció de la ZAL per al veïnat de La Punta. Això no obstant, la proposta de reforma del Pla General d’Ordenació Urbana de 1988 elaborada per l’Associació de Veïns i Veïnes de Natzaret permeté recuperar com a urbanitzable tota la zona de Moreres que en l’actualitat ha vist créixer una urbanització i un bonic parc en el terreny que havia estat destinat a instal·lacions industrials. Encara avui és fort el moviment veïnal que, entre altres coses, aconseguí l’enderrocament de la fàbrica d’oli Bunge Ibérica (abans Arlesa, Moyresa...) possibilitant el futur Parc de Desembocadura –amb la vinguda de l’Escola Esportiva del Levante CF– actualment en procés de disseny. Una altra gran millora recent ha estat l’arribada del tramvia a Natzaret, llargament reivindicada pel veïnat.

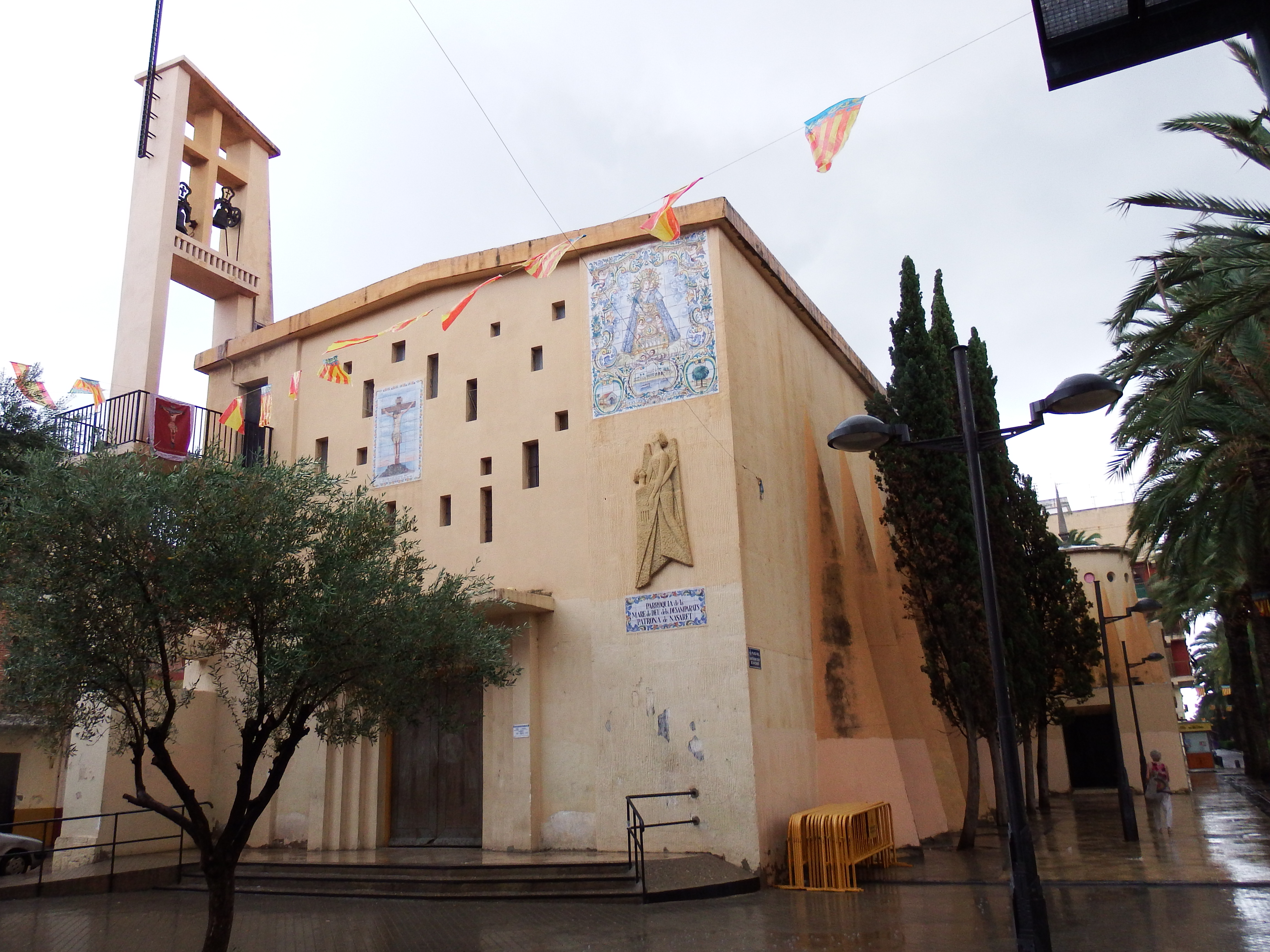
Església parroquial de la Mare de Déu dels Desemparats

## Patrimoni
- Església parroquial de la Mare de Déu Senyora dels Desemparats: L'antigua ermita, erigida en parròquia en 1942, va quedar totalment fora de servei a causa de la riuada de 1957.[3] L'edifici actual data de 1958 i va ser construït segons el projecte d'Alfonso Villamarín. És un edifici senzill de factura moderna i escassa decoració.[4]
- Estació ferroviària: Es tracta d'un edifici de maó vist, actualment sense ús, però l'interès s'ha vist reconegut per diverses instàncies de 1983.[4] Coneguda popularment com “L’Estacioneta”. Tot i haver estat declarada Bé de Rellevància Local en 2008 a petició de l’Associació de Veïns i Veïnes de Natzaret, segueix en situació d’abandonament cada cop més deteriorada.
- Pont de les Drassanes. En el dia de la seua construcció assolí una fita de modernitat, però el pas dels anys així com les diferents intervencions, que no respectaren l’immoble, el deixaren en l’estat d’abandó en què es troba actualment.

## Serveis
Actualment a Natzaret hi ha dos centres d’Educació Infantil i Primària públics (CEIP Ausiàs March i CEIP Juan Manuel Montoya), i dos col·legis concertats que imparteixen classes des de infantil a 4t d’ESO (Col·legi Ntra. Sra. dels Desemparats i col·legi Sta. Magdalena Sofia – La Punta); Escola Infantil Gent Menuda, Universitat Popular, Escola de Formació de Persones Adultes, Centre de Salut, Centre de Serveis Socials, Centre Especialitat d’Atenció a Majors (CEAM), el Poliesportiu Natzaret i el Centre d’Informació Juvenil ubicat a l’antic balneari “Marazul”. El barri disposa a més a més d’un mercat municipal al C/ Major - C/ Alt de la mar, i un mercat de carrer tots els dimarts al carrer Alta del Mar i Plaça de l’església.

## Xarxa social
A Natzaret existeix una extensa xarxa social d’entitats diverses que contribueix a foragitar la persistent presència als mitjans d’una imatge negativa sobre el poblat: Parroquia Ntra Sra Desamparats, Caritas parroquial Natzaret, les falles Major-Moraira i Aras de Alpuente-Castell de Pop, les confraries de la Mare de Déu dels Desemparats i del Stm. Cristo, el grup Scout Iter, C.D. Atlético Nazaret amb una puixant escola per a totes les edats, Centre de Música i Dansa Natzaret (amb banda de música, cor i Escola de Música), Asociación El Arca, Associació Àmbit, Projecte NSD+ Natzaret, Fundació Rafa Nadal, l'Associació de Veïns i Veïnes de Natzaret i l'Asociación de Vecinos Nazaret Unido.

## Agenda Cultural
- Falles de València: Del 14 al 19 de març.
- Dia d'Àfrica: Últim dissabte de maig.
- Festes de la Mare de Déu dels Desemparats: Última setmana de maig.
- Festes del Santíssim Crist de Natzaret: Meitat de setembre.
- Foguera de Sant Joan: Juny
- Día del Llibre i Medi Ambient: Maig

## Transports

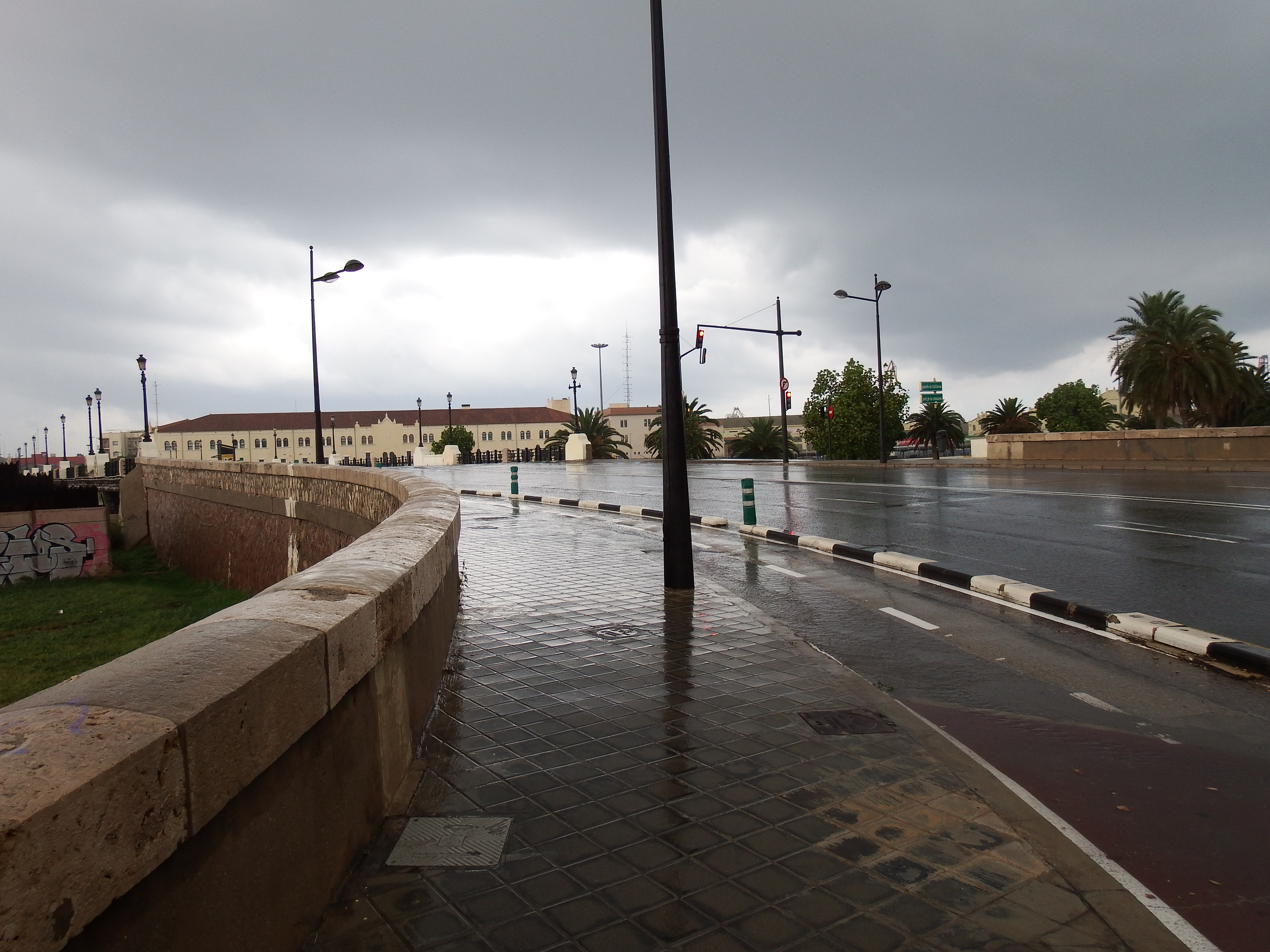
Pont de les Drassanes

Des de maig de 2022, Natzaret forma part de la xarxa de Metrovalencia amb estació en la Línia 10, que uneix el barri amb el cèntric carrer d'Alacant. En un solar del barri s'han instal·lat unes cotxeres provicionals, ja que està pendent l'ampliació de la línia fins a la Marina de València, moment en què estarà veritablement unida amb la resta de la xarxa de metro de la ciutat.
El barrio té servei d'autobusos de l'EMT (Empresa Municipal de Transports) de València:
- Línea 4 (EMT Valencia): Natzaret - Ajuntament de València.
- Línea 30 (EMT Valencia): Natzaret - Hospital Clínic.
- Línea 15 (EMT Valencia): Pinedo - Estació del Nord.
- Línea 95 (EMT Valencia): Platges (estiu) - Port de València-Natzaret-Ciutat de les Arts i les Ciències-Parc de Capçalera - Jardí del Túria - Tres Creus.
- Línea nocturna N8 (EMT Valencia).

També s'accedeix al barri a través de l'autovia CV-500 (autovia de El Saler), i pel Pont de les Drassanes des del barri del Grau.

## Personatges
Durant els segles XIX-XX són de destacar –a més de Bernabé García i els tres tramviaris adés esmentats– la família Sancho (emparentada directament amb els marquesos de St. Joan), la família Ordeig, la família Alfaro, la família Pertegàs (totes elles amb algun membre en el consistori exercint d’alcalde o de regidors), la Beata Joana Mª Condesa Lluch... I en els anys de la transició mereix una menció Marcial Martínez, primer president de l’AVV de Natzaret així com de la Federació d’AAVV de l’Horta (actualment Federació Veïnal de València). A destacar també el veí autodidacta Joan Castaño, autor del preuat llibret Nazaret y sus calles; Concepció Planas entre moltes coses iniciadora del primer Centre de Serveis Socials de València a Natzaret, i impulsora i artífex –des de l'Associació de Veïns i Veïnes de Natzaret– de la legalització dels terrenys de platja sobre els quals s’havien construït molts habitatges. Des d’un altre punt de vista, el cantant i compositor Vicente Castro “Parrita” gitano nascut a Natzaret, així com l’entrenador internacional de bàsquet José Luis Dámaso Martínez o l’actor Jorge Motos...